# Trachelipus pierantonii
Trachelipus pierantonii is een pissebed uit de familie Trachelipodidae. De wetenschappelijke naam van de soort is voor het eerst geldig gepubliceerd in 1932 door Alceste Arcangeli.